# ملح الطعام والأمراض القلبية الوعائية

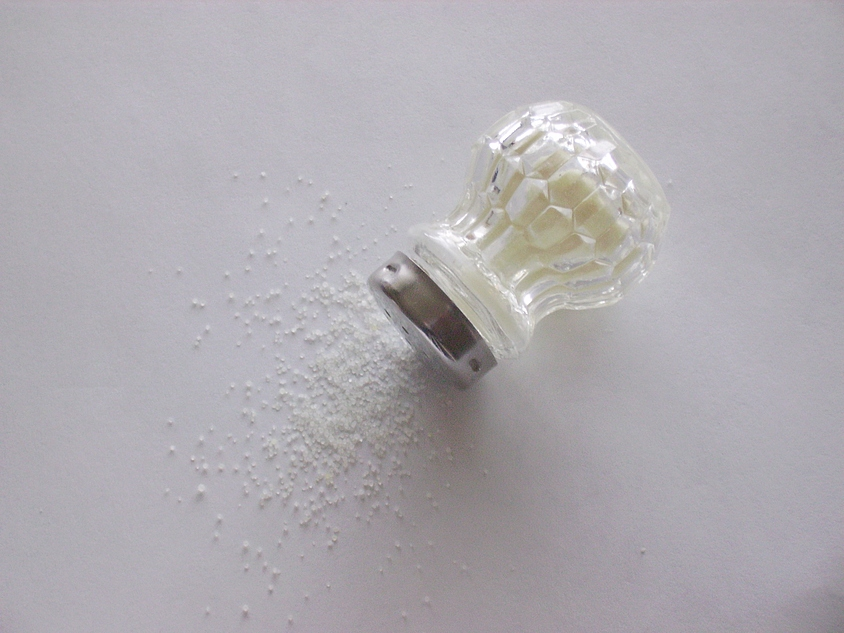
ملح الطعام

ملح الطعام والأمراض القلبية الوعائية تُجرى العديد من الدراسات على استهلاك الملح وذلك لدوره المهم في الوظائف الحيوية المختلفة في جسم الإنسان وتأثيره على صحة الإنسان. في العموم؛ الاستهلاك المفرط لملح الطعام لمدة طويلة له علاقة وثيقة بمرض ارتفاع ضغط الدم وأمراض القلب والأوعية الدموية، بجانب أعراضه الجانبية الأخرى على صحة الإنسان.
وملح الطعام الأكثر شيوعًا يتكون من كلوريد الصوديوم.

## تأثير ملح الطعام على ضغط الدم

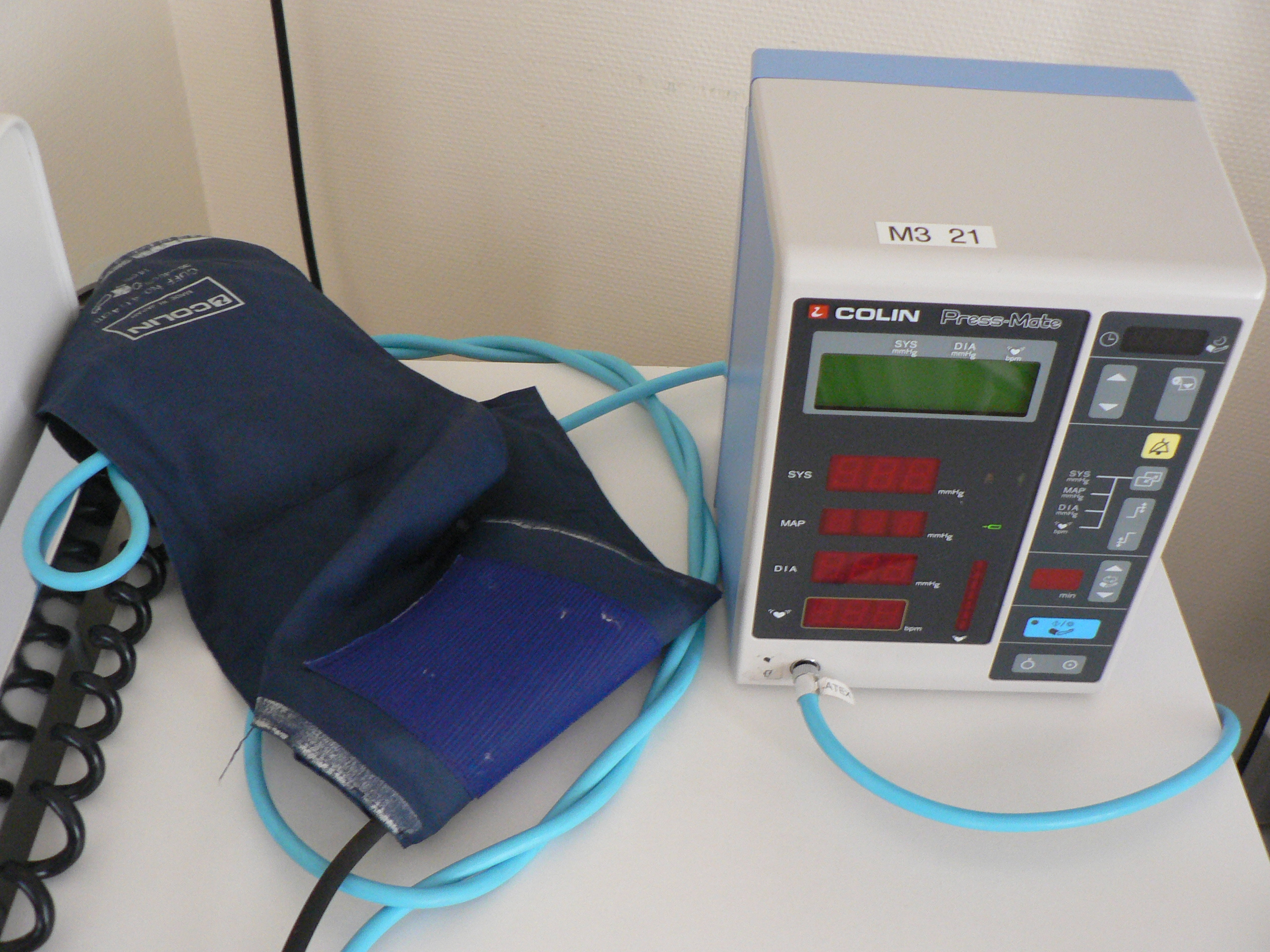
جهاز أتوماتيكي لقياس ضغط الدم

جسم الإنسان مهيأ ليُحدث توازن بين كمية الملح التي تدخل الجسم وكمية الملح التي يحتاجها وذلك عن طريق وسائل معينة منها نظام الرنين والأنجيوتنسين. فالملح يلعب دورًا حيويًا داخل جسم الإنسان؛ ويرتبط ارتباطًا وثيقًا بمخاطر أمراض القلب والأوعية الدموية وذلك لأنه له دور كبير في المحافظة على كمية السوائل الموجودة بالجسم وذلك عن طريق عدة طرق منها التوازن الأسموزي للدم وكمية السوائل داخل الخلية وخارجها وجهد الغشاء الخلوي وقت الراحة.
يُمكن تفسير التأثير المعروف للصوديوم على ضغط الدم عن طريق مقارنة الدم بمحلول ملحي تتغير نسبة الأملاح الموجودة به طبقًا لكمية الملح الموجودة بالأكل. فحوائط الشريان مماثلة لغشاء له نفاذية اختيارية تُمكنه من التحكم في نفاذية الأملاح (ومن ضمنها الصوديوم والكلوريد) من خلاله اعتمادًا على الخاصية الأسموزية.
المياه والأملاح الموجودة داخل الجسم لهم العديد من الوظائف الحيوية منها المحافظة على ضغط الدم، وتنظيم درجة حرارة الجسم. فعندما يدخل الملح جسم الإنسان يذوب في الدم على هيئة أيونين منفصلين؛ أيون الصوديوم الموجب وأيون الكلوريد السالب. وفي تلك الحالة يقل جهد الماء في الدم نتيجة لزيادة الأملاح فيزيد الضغط الأسموزي للدم. وبينما تتفاعل الكلية مع تلك الزيادة في الأملاح لتُخرج الصوديوم والكلوريد الزائد عن حاجة الجسم، فالاحتفاظ بالماء يسبب ارتفاع ضغط الدم.

### دراسة الأنظمة الغذائية وتنظيم الصوديوم لوقف ارتفاع ضغط الدم
دراسة «الأنظمة الغذائية وتنظيم الصوديوم لوقف ارتفاع ضغط الدم» هي تكملة لدراسة حمية داش «الأنظمة الغذائية لوقف ارتفاع ضغط الدم» الأصلية. وكلتا الدراستين صُممتا وأُجريتا بواسطة المعهد القومي للقلب والرئة والدم بالولايات المتحدة الأمريكية وكل دراسة منهما تمت باستخدام عينات كبيرة وعشوائية. وبينما كانت وظيفة الدراسة الأصلية هي قياس تأثير المواد الغذائية المختلفة على ضغط الدم فالدراسة الحديثة تختلف في كونها تقيس فقط تأثير كمية الصوديوم المُتناولة على ضغط الدم.
المشاركين في تلك الدراسة كانوا معرضين لارتفاع ضغط الدم أو في المرحلة الأولى من ارتفاع ضغط الدم وتناولوا حمية داش أو نظام غذائي يعادل النظام الغذائي الأمريكي العادي. في مرحلة التدخل، المشاركين تناولوا الأنظمة الغذائية المخصصة لهم والتي تحتوي على ثلاث مراحل مميزة من الصوديوم بشكل عشوائي. في تلك الدراسة تم مراقبة ضغط دم المشاركين في مرحلة التحكم ومراحل التدخل الثلاثة.
الدراسة استنتجت أن الغذاء المحتوي على اقل نسبة أملاح وحده له تأثير جوهري على ضغط الدم؛ وأن أقصى انخفاض في ضغط الدم ظهر عند تناول المشاركون حمية داش والتي تحتوي على أقل كمية من الأملاح (1500 ملليجرام/ يوم). ومع ذلك تلك الدراسة لها أهمية كبيرة وذلك لأنها بينت أن المشاركين في كلتا الدراستين حدث لهم انخفاض في ضغط الدم تزامنًا مع انخفاض الصوديوم فقط.
وتمت الموافقة مع تلك الدراسات بشأن ما يتعلق بحساسية الأملاح وذلك عندما حدث انخفاض كبير في ضغط الدم مع انخفاض الأملاح لمشاركين من أصول أفريقية؛ انظر حساسية الأملاح بالأسفل.

## ارتفاع ضغط الدم وأمراض القلب والأوعية الدموية
طبقًا للدراسات الوبائية والتجارب المشتركة بين الإنسان والحيوان فإن هناك دليل قوي يوضح وجود روابط بين ارتفاع ضغط الدم وكمية الملح المتناولة. مراجعة كوكرين والتحليل الاستخلاصي / التحليل التلوي للتجارب السريريّة / الإكلينيكية أوضحت أنه كلما كانت كمية الملح المتناولة قليلة فإن ضغط الدم ينخفض وذلك يحدث في كلًا من الأشخاص الطبيعيين والأشخاص المصابين بمرض ارتفاع ضغط الدم. ولأن التحكم في ارتفاع ضغط الدم يقلل من مخاطر الإصابة بأمراض القلب والأوعية الدموية فإنه من المعقول أن يكون استهلاك الأملاح من العوامل الخطرة على صحة القلب والأوعية الدموية. ومع ذلك لكي ندرس بطريقة صحيحة التأثيرات الخطرة لكميات الصوديوم المختلفة وأثرها في تطور أمراض القلب والأوعية الدموية، فإنه من الضروري القيام بدراسات على المدى الطويل على مجموعة كبيرة من الأشخاص الذين يستخدمون كلًا من المعايير الغذائية والبيو كيميائية / الكيميائية الحيوية. العديد من تلك الدراسات توضح أن المجموعات التي تتناول أطعمة تحتوي على صوديوم أقل، تكون نسبة الإصابة بأمراض القلب والأوعية الدموية أقل وبشكل خاص ينخفض ضغط الدم وذلك في كل التركيبات السكانية. هناك دراسة وحيدة تمت بشكل عشوائي أوضحت أنه بعد خمسة عشر عامٍ من تقليل الصوديوم في الطعام تكون نسبة الإصابة بأمراض القلب والأوعية الدموية أقل.
نحتاج لمزيد من المعلومات لكي تدعم الاستنتاجات التي تم رصدها والتي تعاني من عيوب التصميم. العديد من تلك الدراسات لم تكن كبيرة أو مستمرة بقدرٍ كافٍ لكي تقدم استنتاجات بُناءًا على نتائج سريريًة / إكلينيكية لتأثير الصوديوم المتناول على نسبة الإصابة بالأمراض والوفيات. يمكن أن يكون مصدر النتائج السابقة المتداخلة والتفسيرات الغير حاسمة لدراسات غير تجريبية هو الطريقة التي قِيس بها الصوديوم في الدراسة.
الدراسة التي قام بها كوك وزملائه لم تستطع فصل التغير في الصوديوم وحده. التقنيات التي استخدمت لكي يقل الصوديوم شملت الاحتفاظ بالمفكرات الغذائية وقراءة الملصقات. كوك وزملائه وضعوا قائمة بالتأثيرات الأخرى لتلك التقنيات؛ ومنها خفض كم الدهون والسعرات الحرارية في اليوم (11 جرام، 200 كالوري)، وإنقاص الوزن من رطل لثلاثة أرطال.
في عام 2014، مراجعة كوكرين وجدت الدليل على أن تقليل الأملاح قام بمنع أمراض القلب والأوعية الدموية؛ ولكن حجم هذا التأثير لم يكن مؤكدًا وأكبر من المتوقع وذلك بالنسبة للانخفاضات التي حصلت في ضغط الدم.

### الحملات والتوجهات الحالية
في عام 2014، أصدرت منظمة الصحة العالمية صحيفة حقائق لكي تشجع الإقلال من استهلاك الأملاح بنسبة 30% حتى عام 2025.
في عام 2015، بدأت مراكز الولايات المتحدة لمكافحة الأمراض ومنعها مبادرة لتشجع الأمريكيين أن يقللوا من استهلاك الأطعمة المالحة. وجمعية القلب الأمريكية وضعت حدًا لاستهلاك الصوديوم يوميًا وهو عبارة عن 1500 ملليجرام في اليوم (وهذه الكمية تعد أقل من 0.75 من حجم ملعقة الشاي).
وطبقًا لتقرير أصدرته وزارة الصحة الكندية عام 2012، فإن الكنديين في كل المراحل العمرية يستهلكون 3400 ملليجرام من الصوديوم في اليوم وتلك الكمية هي ضعف الكمية التي يحتاجها الجسم. مراكز الولايات المتحدة لمكافحة الأمراض ومنعها أوضحت أن متوسط استخدام الصوديوم يوميًا هو 3436ملليجرام وذلك للأمريكيين فوق عمر السنتين. أغلب استخدام سكان أمريكا الشمالية للملح يكون في الأطعمة المجهزة أو أطعمة المطاعم بينما جزء قليل من استخدامهم يكون عند الطبخ أو أثناء تناولهم الطعام.
استجابًا لمبادرة الاتحاد الأوروبي لتقليل الأملاح في عام 2012، فإن نصف الدول الأعضاء شرًعت تغيير في شكل الضرائب وإلزامية تعريف التغذية ونظمت مطالبات الصحة والتغذية لمعالجة استهلاك الصوديوم الزائد عن الحد.

### مناقشة عن الصوديوم كمشكلة صحية
على الرغم من وجود عدة ادعاءات مخالفة فإن معظم الأطباء والعلماء الإكلينيكيين وهيئة سلامة الأغذية الأوروبية ومراكز الولايات المتحدة لمكافحة الأمراض يوصون بأن يستخدم المستهلكون من جميع الأعمار كميات أقل من الملح في أنظمتهم الغذائية وذلك لتقل مخاطر الإصابة بارتفاع ضغط الدم وما يصاحبه من أمراض في القلب والأوعية الدموية.
هناك مجموعة محدودة من الباحثين طرحوا شكوكهم حول النظرية العامة المقبولة والتي تنص على أن الإقلال من الصوديوم يحسن صحة المستهلكين.
"بدلًا من إنشاء سياسات الملح القاسية المبنية على معلومات متناقضة، أديلرمات وزميله هيلل كوهن اقترحا أن ترعى الحكومة تجربة سريريّة ضخمة ومضبوطة لترى ما يحدث مع مرور الوقت للأشخاص الذين يتبعون حميات غذائية قليلة الملح. سبيل استجاب بأن  تلك التجربة ”لا يمكن ولن يتم القيام بها“ وهذا لأن القيام بتلك التجربة مكلف جدا. ما لم لدينا معلومات واضحة فإن الحملات الإنجيلية التي تُقام ضد الملح ليست فقط مبنية على علم واهي بل إنهم غير منصفين. كوهن يقول بأن ”العديد من الوعود تُقدم للعامة بخصوص هذه الفائدة الضخمة والحيوات التي سوف يتم إنقاذها“ ولكن ”هذا مبني على استقراءات همجية“."
مجموع استنتاجاتنا الحالية ينفي تقديرات نماذج الحاسب والتي تتحدث عن حيوات أُنقذت وتكاليف العناية بالصحة التي قلت بتقليل الملح المتناول. وتلك الاستنتاجات لا تدعم أيضًا التوصيّات العامة والعشوائية الحالية والتي تطالب بتقليل الملح المتناول على المستوى السُكاني. ومع ذلك تلك الاستنتاجات لا تلغي تأثير تقليل الملح على خفض ضغط الدم في مرضى ضغط الدم المرتفع.
النظام الغذائي الياباني التقليدي يحتوي على كميات عالية جدًا من الأملاح ومع ذلك فإن اليابان لديها أعلى معدل في إطالة العمر وأقل معدل في الإصابة بأمراض القلب والأوعية الدموية، "لقد وجدنا ان نمط النظام الغذائي الياباني له علاقة بانخفاض نسبة الوفيات بسبب أمراض القلب والأوعية الدموية، على الرغم من أن ذلك النظام يحتوي على كميات عالية من الأملاح ويبدو أنه له علاقة بتفشي مرض ضغط الدم المرتفع.

### تأثيرات أخرى ضارة على القلب والأوعية الدموية
هناك دراسات أخرى أوضحت أن الاستهلاك المفرط الملك يزيد من خطر الإصابة بأمراض أخرى مثل احتشاء عضلة القلب وجلطة وتصلب الشرايين وسكتة قلبية.

### تأثير استهلاك كميات قليلة من الملح
اتضح في غالبية الدراسات أن تقليل كمية الملح المتناولة يقلل من خطر الإصابة بمرض ارتفاع ضغط الدم وما يصاحبه من أمراض القلب والأوعية الدموية. واتضح أيضًا في بعض الدراسات القليلة أن كلًا من زيادة كمية الملح (أكثر من 7 جرام في اليوم) وانخفاضها (اقل من 3 جرام في اليوم) لهما علاقة بارتفاع كلًا من خطر الإصابة بأمراض القلب والأوعية الدموية ونسبة الوفيات.

## حساسية الصوديوم
النظام الغذائي المحتوي على كمية عالية من الصوديوم يزيد من خطر إصابة الأشخاص المصابين بحساسية الصوديوم بمرض ارتفاع ضغط الدم وما يصاحبه من أمراض أخرى مثل أمراض القلب والأوعية الدموية.
للأسف لا يوجد تعريف عام لحساسية الصوديوم، فطريقة تقييم وجود حساسية الصوديوم تختلف من دراسة لأخرى. في غالبية الدراسات، حساسية الصوديوم تُعرف متغير في ضغط الدم الرئيسي طبقًا لزيادة أو نقصان في كمية الصوديوم المتناولة. طريقة تقييم حساسية الصوديوم تتضمن قياس كمية السوائل بالجسم ومقاومة الأوعية الدموية للدم. العديد من الدراسات أوضحت وجود علاقة بين حساسية الصوديوم وزيادة حجم الدم بالجسم ومقاومة الأوعية الدموية.
لقد وُجد العديد من العوامل التي لها علاقة بحساسية الصوديوم. العوامل السكانية التي تؤثر على حساسية الصوديوم تشمل العِرق والجنس والعمر. هناك دراسة توضح أن الأمريكيين من أصول أفريقية أكثر حساسية تجاه الصوديوم بشكل ملحوظ عن القوقازيين. ولقد وُجد أن النساء أكثر حساسية تجاه الصوديوم عن الرجال ويُمكن تفسير تلك الظاهرة بأن النساء يميلن إلى استهلاك ملح أكثر من الرجال لكل وحدة وزن، وفي المتوسط النساء يزن أقل من الرجال. والعديد من الدراسات أوضحت أن زيادة العمر مرتبط أيضًا بظهور حساسية الصوديوم.
الفرق في التركيب الجيني والتاريخ الوراثي له أثر شديد على حساسية الملح، وهذا الفرق يُدرس أكثر الآن مع تطور كفاءات وتقنيات الاختبارات الجينية / الوراثية. عند دراسة كلٌا من الأشخاص الطبيعيين والأشخاص المصابين بمرض ارتفاع ضغط الدم، وُجد أن الأشخاص الذين لديهم النمط الظاهري هابتوجلوبين 1-1 هم معرضين أكثر لحساسية الصوديوم من الأشخاص الذين لديهم النمط الظاهري هابتوجلوبين 2-1 أو هابتوجلوبين 2-2. والأشخاص الذين لديهم النمط الظاهري هابتوجلوبين 2-2 على وجه التحديد يكون لديهم مقاومة للصوديوم. وعلاوة على ذلك فإن انتشار مرض ضغط الدم المرتفع في التاريخ الوراثي مرتبط بشدة بظهور حساسية الصوديوم.
لقد ظهر في دراسات متنوعة تأثير العوامل الفسيولوجية على حساسية الصوديوم، ومن تلك العوامل وظائف الكُلى ومستويات الأنسولين بالجسم. ولقد وُجدت دراسة استنتجت أن تأثير الفشل الكلوي على حساسية الصوديوم هو تأثير جوهري وذلك بسبب انخفاض معدل الترشيح الكُبيبي في الكلية. ومن ناحية أخرى فقد وُجد أن مقاومة الأنسولين لها علاقة بحساسية الصوديوم ومع ذلك فإن الآلية الحقيقية ما زالت مجهولة.

## البوتاسيوم وضغط الدم المرتفع

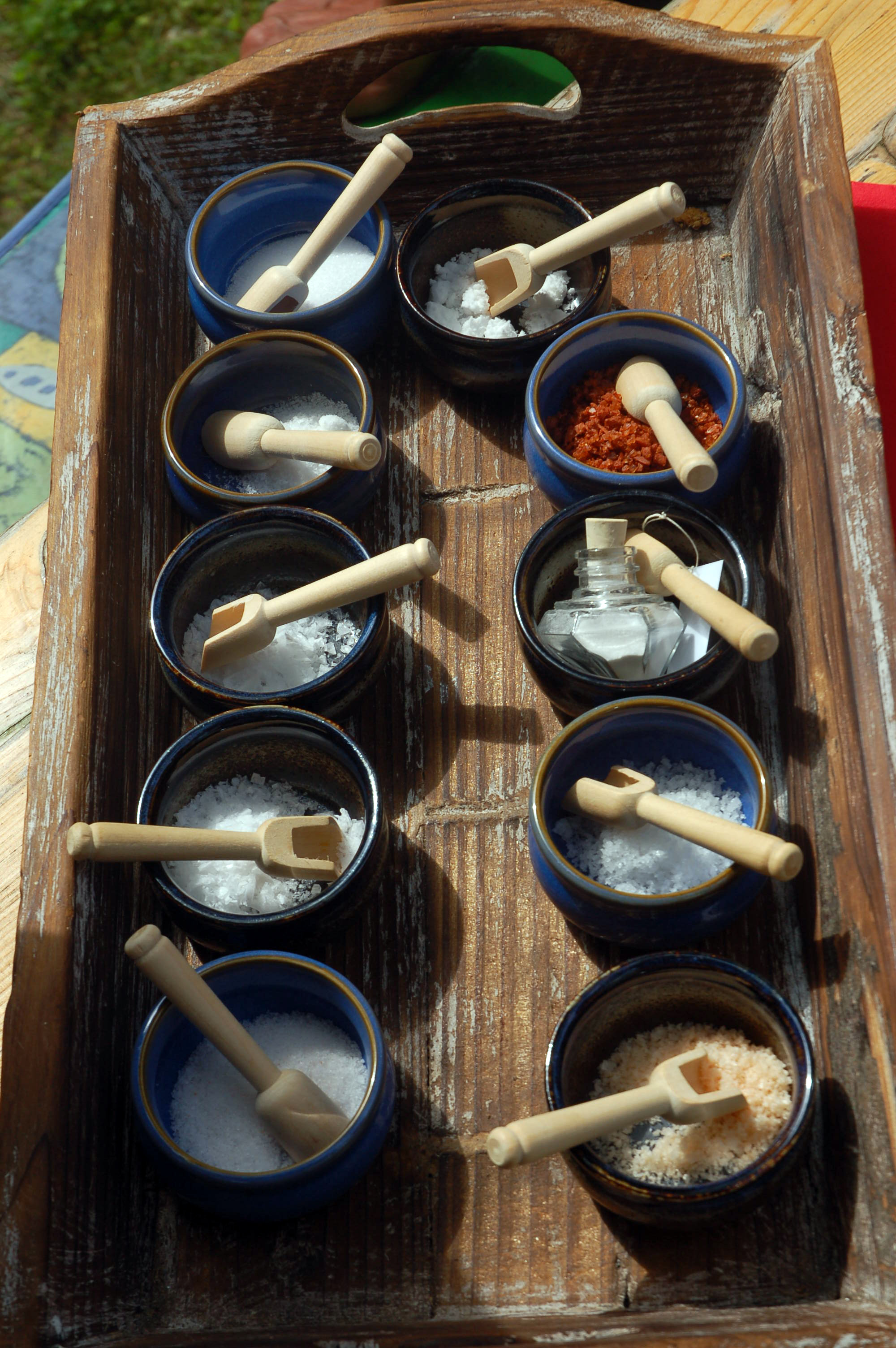
أملاح مختلفة تتكون من مواد معدنية مختلفة

لقد تم تقديم العديد من الآليات المحتملة التي توضح أن تناول أنظمة غذائية تحتوي على كميات كبيرة من البوتاسيوم يقلل من خطر الإصابة بمرض الضغط المرتفع وأمراض القلب والأوعية الدموية، ولكن لم يتم دراسة تلك الآليات باستفاضة. ومع ذلك فلقد أوجدت الدراسات ترابط عكسي قوي بين تناول كميات كبيرة من البوتاسيوم على المدى الطويل وبين تطور أمراض القلب والأوعية الدموية.
الكميات الموصي به من البوتاسيوم أعلى من كميات الصوديوم. ولسوء الحظ طبقًا لدراسات سكانية فإن المتوسط لكمية البوتاسيوم المتناولة اقل من الصوديوم. طبقًا للإحصائيات الكندية فإن تناول الكنديين من كل الأعمار للبوتاسيوم أقل من الموصي به بينما تناولهم للصوديوم يفوق الموصي به بدرجة كبيرة.
ولمعرفة الاختلاف  بين الثقافات الذي بسببه يتفاوت ظهور مرض الضغط المرتفع فلقد تم الافتراض أن النسبة بين تناول البوتاسيوم والصوديوم هو سبب الفرق الكبير وذلك لأن الثقافات البدائية تتناول أنظمة غذائية مكونة من أطعمة غير مصنعة بينما الثقافات الغربية تتناول أنظمة غذائية مكونة من أطعمة مجهزة.

## بدائل الملح
الوعي المتزايد لدى الناس عن علاقة الاستهلاك المفرط للملح بمرض ارتفاع ضغط الدم وأمراض القلب والأوعية الدموية أدى إلى زيادة استخدام المستهلكين والمنتجين لبدائل الملح.
من ناحية المستهلك فإن بدائل الملح غالبًا يتم فيها تبديل جزء من ملح كلوريد الصوديوم بكلوريد البوتاسيوم وبالتالي زيادة نسبة استهلاك البوتاسيوم والصوديوم. واتضح أن هذا التغيير يمحي التأثيرات التي يسببها تناول الملح بزيادة على ضغط الدم وأمراض القلب والأوعية الدموية. وقد تم اقتراح ان يتم استخدام بدائل الملح كمصدر لكمية البوتاسيوم الأساسية التي يحتاجها الجسم يوميًا، وذلك من الناحية الاقتصادية بديلًا أفضل من استخدام مكملات البوتاسيوم الموصوفة.
في صناعة الغذاء، لقد تطورت العديد من العمليات ليتم صناعة منتجات ذات كمية صوديوم أقل من الأنواع الموجودة. ولقد تطورت صناعة اللحوم بشكل خاص ليتم إيجاد طرق لتقليل كميات الملح الموجودة في اللحوم المجهزة دون التضحية بقبول المستهلك. البحث يوضح أن بدائل الملح مثل كلوريد البوتاسيوم والمركبات المساعدة مثل الفوسفات يمكن أن تُستخدم لخفض كمية الملح في منتجات اللحوم.
لقد كان هناك قلق بشأن استخدام شريحة معينة من الأشخاص لكلوريد البوتاسيوم كبديل الملح وذلك للأن الكميات العالية من البوتاسيوم خطرة على الأشخاص الذين يعانون من مرض السُكري وأمراض الكُلى والسكتة القلبية. لقد تم اختبار استخدام الأملاح المعدنية مثل الأملاح الطبيعية فوُجد أنها مثل بدائل الملح التي تحتوي على بوتاسيوم ولكن لها طعم مُر يظهر بعد تركيزات معينة.